# Arrondissement Versailles
Versailles is een arrondissement in Frankrijk, in de regio Île-de-France. De onderprefectuur is Versailles.

## Kantons
De samenstelling is door de herindeling van de kantons bij decreet van 21 februari 2014 met uitwerking op 22 maart 2015 als volgt:
1. Le Chesnay-Rocquencourt - 4 / 5
2. Maurepas - 2 / 16
3. Montigny-le-Bretonneux - 2
4. Plaisir - 2 / 4
5. Saint-Cyr-l'École - 5 / 6
6. Trappes - 1 / 3
7. Verneuil-sur-Seine - 1 / 13
8. Versailles-1 - 1
9. Versailles-2 - 6

Versailles komt hier dubbel in voor.
Het aantal gemeenten staat bij ieder kanton vermeld, die tot het arrondissement behoren. In het geval dat niet alle gemeenten van een kanton bij het arrondissement horen, staan er het aantal in het arrondissement en het totale aantal. 
Het arrondissement was tot 2014 uit de volgende kantons samengesteld:
1. Le Chesnay
2. Montigny-le-Bretonneux
3. Plaisir
4. Saint-Cyr-l'École
5. Trappes
6. Vélizy-Villacoublay
7. Versailles-Nord
8. Versailles-Nord-Ouest
9. Versailles-Sud
10. Viroflay